# 요시자키 유스케
요시자키 유스케(일본어: 吉崎 雄亮, 1981년 6월 12일 ~ )는 일본의 전 축구 선수이다.

## 구단 경력
과거 시미즈 에스펄스, 방포레 고후에서 활동하였다.